# First Reproducts
Albums de Globe
Relation
(1998) Outernet
(2001)
Compilations par Globe
Cruise Record
(1999)
Remix par Globe
Euro Global
(2000)
Singles
1. Miss Your Body
Sortie : 25 mars 1999

First Reproducts (titré en capitales : FIRST REPRODUCTS) est le premier album de remix de titres du groupe Globe, sorti en 1999.

## Présentation
L'album, coécrit, composé et coproduit par Tetsuya Komuro, sort le 31 mars 1999 au Japon sur le label Avex Globe de la compagnie Avex, quatre mois seulement après le précédent album original de Globe, Relation.
Il atteint la 4e place du classement des ventes de l'Oricon, et reste classé pendant onze semaines. Bien que ce soit le premier album attribué au groupe à ne pas se classer numéro un, il restera son sixième album le plus vendu.
Il contient dix titres : six versions remixées par Junior Vasquez ou Eddie Delena de chansons du groupe (dont cinq sorties en singles dans leur version d'origine), trois versions ré-enregistrées par le groupe dans des conditions live de trois autres de ses chansons sorties en single, et la chanson-titre de son dernier single d'alors sorti six jours auparavant, Miss Your Body. Cette dernière n'a donc pas été remaniée pour l'album et ne figurera sur aucun album original ; elle sera cependant à son tour remixée en "face B" du prochain single Still Growin' Up, version qui figurera sur la compilation des singles du groupe Cruise Record 1995-2000 qui sortira six mois plus tard.

## Liste des titres
Toutes les paroles sont écrites par Tetsuya Komuro et Marc, sauf celles du titre n°4 par Marc seul et du n°5 par Keiko ; toute la musique est composée par Tetsuya Komuro.
| CD    | CD                                                                       | CD                                           | CD    | CD | CD | CD | CD | CD | CD |
| No    | Titre                                                                    | Description                                  | Durée |    |    |    |    |    |    |
| ----- | ------------------------------------------------------------------------ | -------------------------------------------- | ----- | -- | -- | -- | -- | -- | -- |
| 1.    | Sa Yo Na Ra -Junior's Global Mix- (Sa Yo Na Ra ...)                      | Remix du 14e single, par Junior Vasquez      | 7:49  |    |    |    |    |    |    |
| 2.    | Perfume of Love -Junior's Club Mix- (Perfume of love ...)                | Remix du 16e single, par Vasquez & Gomi      | 7:02  |    |    |    |    |    |    |
| 3.    | Feel Like Dance -Below the Belt Remix- (Feel Like dance ...)             | Remix du 1er single, par Eddie Delena        | 6:09  |    |    |    |    |    |    |
| 4.    | So Far Away From Home (Beautiful Journey) -Nomad Remix-                  | Remix d'un titre de Faces Places, par Delena | 5:40  |    |    |    |    |    |    |
| 5.    | Miss Your Body -Studio Tracks- (MISS YOUR BODY ...)                      | Version originale du 17e single              | 5:16  |    |    |    |    |    |    |
| 6.    | Faces Places -Live Version- (FACES PLACES ...)                           | Ré-enregistrement live du 9e single          | 6:54  |    |    |    |    |    |    |
| 7.    | Departures -Fallen Angel Remix- (DEPARTURES ...)                         | Remix du 4e single, par Eddie Delena         | 7:15  |    |    |    |    |    |    |
| 8.    | Is This Love -Method of Madness Remix- (Is this love ...)                | Remix du 6e single, par Eddie Delena         | 5:38  |    |    |    |    |    |    |
| 9.    | Joy to the Love -Live Version- (Joy to the love ...)                     | Ré-enregistrement live du 2e single          | 4:34  |    |    |    |    |    |    |
| 10.   | Anytime Smokin' Cigarette -Live Version- (Anytime smokin' cigarette ...) | Ré-enregistrement live du 10e single         | 8:45  |    |    |    |    |    |    |
| 65:02 |                                                                          |                                              |       |    |    |    |    |    |    |